# Образовање
Образовање или едукација (лат. educatus, educate, educere — „изнети“; ducere — „водити“) јест процес промене личности у жељеном правцу усвајањем различитих садржаја у зависности од узраста и потреба јединке. Образовање укључује и васпитне, поред образовних садржаја. Најзначајнија образовна институција образовно-васпитног карактера је школа. Развојем система комуникације образовање постаје глобални процес који је тешко усмеравати само у жељеном правцу одређене социјалне заједнице.
Образовање је процес у коме друштво преноси акумулирано знање, вештине и вредности, с генерације, на генерацију. Израз школа је грчка реч. Буквално би значила доколица, рекреација. У старим друштвима школовање је било доступно само малом броју људи, онима који су имали новца или времена. Верски великодостојници, често су биле једине писмене групе људи, који су знање користили за читање и тумачење религијских текстова. За већину, одрастање је значило учење на примерима старијих. Било је уобичајено да деца веома рано почну помагати у домаћим пословима, у раду на пољима и у занатском раду. Читање није било потребно, а ни корисно. Још један разлог не читања је био то што су се сви текстови умножавали ручно, што је било дуготрајно и тешко.
Штампање као проналазак ушло је у Европу из Кине. Проналаском штампарске машине 1454. године олакшано је умножавање текстова. То је довело до вишег нивоа писмености.
Образовање у својој модерној форми, што подразумева наставу у посебно изграђеним зградама, почео је да се развија постепено. И поред тога до пре 150 година децу имућних подучавали су приватни учитељи. Већина становништва није имала никаквог образовања до првих деценија 19. века када се у Европи и САД почео да уводи систем основних школа. Процес индустријализације и ширење градова изазвали су потребу за специјалним образовањем. Људи данас раде у многим професијама и користе разна стручна знања, тако да више није могуће преношење знања са родитеља на децу. Све више долази до изражаја апстрактно учење појединих дисциплина, а не као раније практично преношење неких специфичних вештина. Већ дуже време, пре свега у развијеним западним земљама, присутно је образовање код куће (енгл. Homeschooling), као алтернатива формалном школовању.
У модерном друштву људи треба да савладају основне вештине као што су: читање, писање и рачунање и стекну опште знање о свом физичком, друштвеном и економском окружењу. У исто време је важно да знају како да уче, да би били у стању овладати новим и технички веома сложеним облицима информација. Модерни образовни систем почео се обликовати на западу почетком 19. века, иако су власти Уједињеног Краљевства, за разлику од других земаља, оклевале да прихвате један интегрисани систем на националном нивоу (обавезно школовање је уведено 1870. године). Код њих је развијен и систем приватних школа у коме се настава плаћа, нарочито на нивоима вишим од основног. У вези са тим и данас се води оштра дебата о систему школства где постоји и школство под окриљем верских заједница. Школство у САД полази од праксе дисциплиновања деце, у чему је у 17. веку велику улогу играло уверење да деца морају слушати родитеље без поговора, што је као начело било уведено и у прописе првих америчких колонија. Према једној одредби из 1642. године претило се оштрим казнама родитељима и старатељима који занемаре обучавање и рад своје деце. Пошто ово није било делотворно, пуританске власти су 1647. године наредиле да саме организују школовање. Требало је преко 200 година да се образовање уведе као свеобухватни систем за бројно плурално становништво САД. Посебан је проблем разнородност досељеника које је требало кроз образовање језички унифицирати, а донекле и културно англицизирати. У школама су испољавани и амерички идеали једнаких могућности за свакога, што је довело до развоја школства и до масовног ширења образовања знатно раније него у другим земљама. Заједно са тим идеалом о једнакости и друге америчке вриједности и схватања наставиле су до данас да се више или мање експлицитно предају у школама.

## Друштвена условљеност образовања
Образовање има значајну функцију у сваком друштву. Због важности образовања свака власт жели одредити његову концепцију и садржину, како би преко најснажнијег инструмента друштвене перцепције и облика социјализације појединци прихватили вредности и норме система. Зато државе преузимају бригу о финансирању образовања. Поред тога у садржајном смислу покушавају кроз образовање утврдити друштвене норме и вредности и изградити осећање припадности својој заједници, друштвеној групи, религији.
Кроз образовни систем такође се развијају и осећања за властиту културу, поштовање принципа и солидарност. Преко школовања се обликује свест и гледиште појединца, када су у питању процеси у друштву и систем власти. Сви образовни системи су утемељени на историји знања и историји друштва. Институционализација образовања поред тога што се заснива на усвајању низа правила и друштвених вредности, огледа се и кроз знање и способности којима појединац овладава у процесу оспособљавања. Путем система образовања снажно се мења структура друштва, породице и професија. По Талкоту Парсонсу школа је мост између породице и друштва као целине. Школа припрема дете за његову улогу. Образовање је у ствари израз друштвеног система. Оно данас значи једнакост шанси које отвара могућност мењања положаја које појединци стичу рођењем или наследством. Оно је основа еманципације човека, веома функционалан инструмент преко кога се остварује идентитет појединца. Веома је важно за друштвени углед, ауторитет и моћ. Стечена знања и образовне вештине су веома су веома применљиви и употребљиви у привредном и практичном животу. Иако се знање индивидуално стиче оно је постало богатство свих припадника заједнице. То је скоро једина индивидуална особеност која у пракси постаје заједничка вредност и корист целе заједнице.

## Социолошке теорије о образовању
Све теорије о образовању слажу се око његове изузетне важности, али дају различита објашњења и предлоге:

### Функционална теорија
Према овим представницима социјализацијска функција образовања је најважнија. На пример, Емил Диркем сматра да је школа мост између појединца и друштва. Према њему модерна су друштва хетерогена, са развијеном поделом рада и мноштвом улога, које обављају врло различити појединци. У тој различитости коју није могуће спречити потребно је унети неку количину хомогености, уједначености, како би се осигурала интеграција друштва.
Школа је главно средство за постизање уједначености. Талкот Парсонс је такође сматрао да је школа жариште социјализације у модерним друштвима. Школа учи децу о томе како се друштво не састоји од родитеља, рођака, пријатеља, него су у разреду услови и могућности једнаки за све. Школа учи децу да прихвате разлику између партикуларистичких и универзалистичких норми вредновања, а то је важно за укључивање у свет одраслих. 
- Партикуларне норме значе вредновање појединца по ономе што је а не ко је. Родитељи вреднују дете као своје, као посебно, а не као осталу децу. Ови су стандарди повезани са приписаним положајем.
- Универзалистичке норме значе да је појединац само један од многих (једнаких) и да је његов положај условљен поређењем са другима, а не загарантован унапред. То значи да су његова достигнућа вреднована са стајалишта општих мерила, прихваћених у друштву, а не са стајалишта посебних мерила (бити нечије дете или припадати раси, вери, нацији и слично).

Управо дете учи ту разлику што је веома важно за припрему у будућем животу. Са стајалишта социјализације, образовање не значи само преношење вредности и норми друштва, него је према Парсонсу школа друштво у малом- ту се уче најважнија правила живота.

### Манифестна функција школе
Манифестна функција школе се огледа у следећем:
- У преношењу културне традиције и социјализацији
- Школа значи функционисање друштвеног система као целине. Школа је друштвена институција која служи селекцији и алокацији на друштвене положаје

У школи би требало поштовати меритократска правила — систем непристрасних, објективних мерила вредновања способности, труда и достигнућа појединца (енгл. merit-заслуга). Ова начела би требало да важе у читавом друштву (ко ради сложенији посао требало би да буде боље плаћен), али су посебно важна у школи. То значи да ученици који се више труде и имају боље способности, требало би да добијају боље оцене, што ће им омогућити даље школовање и боље плаћен посао, а самим тим и бољи друштвени положај.
Школа би тако требало да служи као друштвени механизам селекције - избор најспособнијих појединаца који ће заузимати најважније положаје у друштву. Истовремено школа је друштвени механизам алокације - размештаја људи у одређене професионалне улоге.
Испуњавањем ове двије важне функције, школа даје допринос јачању социјалне интеграције. То је посебно важно у расно и етнички мјешовитим друштвима. На примјер, у САД се учи шта то значи бити Американац различитог расног и етничког поријекла. Млади тамо усвајају заједничко културно насљеђе и припремају се да буду одговорни грађани. Наравно, то није случај само са Американцима.
Поред манифестних функција школе постоје и латентне функције школе (ненамјерне улоге школе) као то да:
- Школе служе као институције за чување деце, места где ће деца бити на сигурном
- Школа као „брачно тржиште“, може се догодити да млади изаберу партнера сличног друштвеног порекла
- У школама се развијају друштвене вештине комуницирања, склапања пријатељства
- Могу бити и места настанка различитих омладинских поткултура
- Формално образовање држи младе подаље од тржишта рада, тиме се смањује стопа незапослености и онемогућује конкуренција између младих и одраслих за радна места

### Конфликтне теорије о образовању
Ове теорије наглашавају улогу школе у репродукцији и легитимирању постојећих друштвених односа. Школу не виде као прилику за изградњу духовних способности појединца и успон на друштвеној лествици већ као друштвени механизам одржавања система друштвене стратификације. Углавном сматрају да је школа најважнији идеолошки апарат државе у капитализму.
Држава одржава постојеће друштвене односе (подела на капиталисте и раднике). Путем репресивних апарата (полиција, судство, војска) и идеолошких апарата (религија, породица и друго). Школа је најважнији идеолошки апарат државе, јер се у школи не уче само знање и вјештине потребне на радном мјесту него се преноси и идеологија. Основна сврха идеологије у школи је да увери будуће раднике да је њихов положај природан, непромењив и оправдан. У школи се будући радници уче да буду тачни, послушни, дисциплиновани како не би угрозили постојећи систем производње и организацију друштва у целини.
У конфликтним теоријама можемо издвојити као битан принцип кореспонденције (слагање). Односи у школи су складни (кореспондентни) са односима на радном месту. У школи се деца припремају за улоге на тржишту рада. Ауторитарна структура у школи слична је бирократској структури у предузећу и у обе позитивно се вреднује: марљивост, послушност, подложност. Још је једна сличност: У школи се не учи због знања већ због оцена, а одрасли не раде што воле свој посао него су мотивирани једино платом. Школски скривени наставни програм има за циљ суптилно обликовање деце према захтевима владајућих институција. Учитељи обликују особине које су у складу са стандардима средње класе (савесност, одговорност, поузданост, самоконтрола, ефикасност). Од ученика се тражи да буду тачни, тихи, чекају свој ред, прилагоде се захтевима групе.

## Историја
Образовање је почело у праисторији, у виду знања и вештина које су одрасли преносили на младе јер су сматране неопходним у њиховом друштву. У друштвима пре развоја писмености, то је остваривано оралним путем. Знање, вредности и вештине су преношене са једне генерације на другу причањем прича. Како су културе почеле да увећавају своје знање изван опсега вештина које су се могле брзо научити имитирањем, дошло је до развоја формалног образовања. Школе су постојале у Египту током периода Средњег краљевства.
Платон је најранији значајнији филозоф, који је дао своја тумачења о образовању. Он је видео образовање као кључ за стварање и одржавање његове републике. Залагао се да и девојчице и дечаци добију исто основно образовање, и да имају подједнака права на то. Основно образовање би се по њему састојало од гимнастике и музике, које би изградиле хармоничну особу. Када напуне 20 година, правила би се селекција. Најбољима би било пружено напредније учење математике, геометрије, астрономије, и хармоније. То више образовање би трајало 10 година, и било би за оне који гаје интересовање за науку. А кад би напунили 30 година, била би још једна селекција, и они који би се квалификовали, учили би дијалектику, метафизику, логику и филозофију следећих пет година. Учили би идеју „доброг“, и прве принципе постојања. Онда би заузели позиције у војсци на 15 година, и са 50 би имали комплетно теоретско и практично образовање.
Град Александрија у Египту, основан 330. п. н. е., постао је наследник Атине као интелектуалне колевке античке Грчке. Тамо је била изграђена велика Александријска библиотека у 3. веку п. н. е.
У Кини, Конфучије (551-479. п. н. е.) из државе Лу, је био најутицајнији кинески антички филозоф, чија образовна гледишта и дан данас настављају да врше утицај на друштава у Кини и суседним областима, попут Кореје, Јапана и Вијетнама. Конфучије је био окупио следбенике и неуспешно је трагао за владаром који би усвојио његове идеале о добром управљању. Конфучијеви следбеници су записали његова учења и наставили да врше утицај на образовање у источној Азији све до модерне ере.
Европска цивилизација је доживела колапс писмености и организације након пада Рима у 476. године. Након пада Рима, Католичка црква је постала једини очуватељ писмености у Западној Европи. Црква је успоставила катедралске школе током раног Средњег века као центре напредног образовања. Неке од тих установа су еволуирале у средњовековне универзитете и претече многих модерних европских универзитета. Током средишњег дела Средњег века, катедрала у Шартру је била средиште познате и утицајне школе у катедрали Шартр. Средњовековни универзитети западног хришћанства су били добро интегрисани широм Западне Европе, и подстицали су слободу мишљења. Они су произвели велики број врхунских научника и филозофа, укључујући Тому Аквинског са универзитета у Напуљу, Роберта Гросетеста са универзитета у Оксфорду, раног заступника систематског приступа научној експериментацији, и светог Алберта Великог, пионира у пољу биолошких истраживање. Основан 1088. године, Универзитет у Болоњи се сматра првим, и најстаријим универзитетом са континуираним радом.

## Целоживотно образовање
Концепт целоживотног образовања настао је као одговор на "светску кризу образовања", о којој је '60 година XX века говорио Кумбс (Coombs, 1968). Криза се огледала у све већем нескладу економског и образовног развоја друштва, чији је резултат појава нових послова, за које нису претходно организовани образовни програми.
Организација и финансирање нових програма формалног образовања (који би били усклађени са друштвеним потребама), представљала је проблем за многе државе. Самим тим, било је неопходно наћи начин да се вреднује образовање и учење које није стечено у формалним образовним институцијама.
Закључак расправа које су уследиле у редовима педагога и економиста био је да је формално образовање превише ригидно и неосетљиво на брзе социо-економске промене. У овом периоду и UNESCO је направио прве кораке ка целоживотном образовању и "друштву знања", који су кулминирали извештајем Едгара Фаура из 1972. године, под називом "Learning to be - the world of education today and tomorrow".
Целоживотно учење се поставља као окосница у обликовању образовних система, на које, (како се испоставило), у великој мери утиче троделна категоризација учења и образовања. То је био тренутак када су економисти и стручњаци Светске банке почели да праве разлику између формалног, неформалног и информалног образовања.
Формално образовање дефинисано је као образовање стечено у хијерархијски структуираним образовним системима (од предшколског до високо школског образовања). У великом броју земаља, формално образовни систем подржан је од стране државе и правно регулисан. Да би се уврстиле у овај систем, приватне образовне установе морају задовољити једнаке норме и захтеве као и државне установе. Након сваког окончаног степена формалног образовања стиче се сертификат или диплома. Овај вид образовања је свестан, намеран и са јасно дефинисаним циљевима и исходима. 
Неформално образовање је такође свесна и намерна образовна активност, али организована ван оквира формалних образовних институција. Не постоје јасно одређена правила како оно треба да изгледа, па своје унапред дефинисане циљеве и задатке може у већој мери да прилагоди циљној групи.
Похађају га особе различитог узраста, степена образовања и стеченог искуства. С обзиром на разнолико претходно искуство, од учесника овог образовног процеса очекује се да буду активни чиниоци процеса образовања.
Информално образовање је заиста целоживотни процес, у који се убрајају сви ставови, вештине, вредности и знање стечени свакодневним искуством и образовним утицајем околине, масовних медија, породичног и пословног окружења. Често се дефинише као спонтано образовање.